# فردریک سورگ
فردریک سورگ (انگلیسی: Frederick Suerig; ۲۱ ژوئن ۱۸۷۸ – ۸ دسامبر ۱۹۲۹) قایقران روئینگ اهل ایالات متحده آمریکا بود.